# Henschel Typ Lausitz
Die Tenderlokomotiven der Bauart Typ Lausitz waren von Henschel in Kassel hergestellte Industrielokomotiven der Bauart B n2t für die Spurweite 900 mm. Es wurden von 1925 bis 1941 insgesamt zwölf Lokomotiven hergestellt.
Die Lokomotiven waren bei verschiedenen Kohlebahnbetrieben eingesetzt und wurden bis nach dem Zweiten Weltkrieg eingesetzt. Es ist keine Lokomotive erhalten geblieben.

## Geschichte

### Vorkriegsgeschichte
1925 wurden für die Niederlausitzer Kohlenwerke die ersten sechs Lokomotiven mit den Fabriknummern Henschel 20581–20586 geliefert, die Baureihe wurde nach Henschelscher Tradition der Typ Lausitz. Eingesetzt wurden die Lokomotiven zuerst im Tagebau Wildgrube. Für die Durchfahrten unter den Baggern und Abraumförderbrücke waren die Lokomotiven sehr gedrungen und flach ausgeführt. Sie konnten nach Herstellerangaben bei einer Geschwindigkeit von 8 km/h in der Ebene eine Last von 1382 t, auf einer Steigung von 10 ‰ 801 t, auf 20 ‰ 439 t und auf 40 ‰ 208 t befördern.
1925 erhielten die DEA Deutsche Erdöl AG eine Lokomotive mit der Fabriknummer 20587 und der Tagebau Phönix mit der Fabriknummer 20588. Die Lokomotive der DEA erhielt die Nummer 18, von der Grube Phönix ist die damalige Bezeichnung nicht bekannt. 1928 erhielten beide Unternehmen noch einmal Lokomotiven des Typs, zuerst der Tagebau Phoenix eine mit der Fabriknummer 20796 und die DEA mit den Fabriknummern 20797 und 20798. Von diesen drei Lokomotiven sind die Einsatzbezeichnungen nicht bekannt.
1941 wurde noch eine Lokomotive an die Preussag Borken geliefert, die auf den Kohlebahnen des Borkener Braunkohlereviers eingesetzt wurde und die Nummer 1 trug (Henschel 25693). Das Einsatzgebiet der Lokomotiven war der Abraumbetrieb. Im Kohleförderbetrieb waren sie wegen der Brandgefahr und geringerer Leistung frühzeitig von Elektrolokomotiven abgelöst worden.

### Nachkriegsgeschichte
Von den Fahrzeugen der Niederlausitzer Kohlewerke fehlen nach dem Zweiten Weltkrieg weitere Informationen. Der Tagebau Wildgrube war 1952 ausgekohlt.
Von der DEA gibt es außer einem undatierten Foto der Lok Nr. 18 keine weiteren Informationen über die Lokomotiven. Die beiden Lokomotiven des Tagebaus Phönix waren 1948 als im Einsatz gemeldet und trugen da die Nummern 15 (Henschel 20588) bzw. 16 (Henschel 20796). Im Jahr 1952 wurde der Abraumbetrieb im Tagebau Phönix elektrifiziert. Als Folge davon wurden die Dampflokomotiven nur noch für Transportaufgaben benützt. Ende der 1950er Jahre war der Dampflokbetrieb beendet.
Im Borkener Braunkohlerevier war die letztgebaute Dampflok vom Typ Lausitz nicht mehr lange im Einsatz. Mit der Zuweisung der Zweikraftlokomotiven PREAG 71–73 1954 kamen leistungsstärkere Varianten zum Einsatz. Als Ausmusterungsdatum wird 1963 angegeben.

## Konstruktion
Die Lokomotiven entstammen einem umfangreichen Programm von Tenderlokomotiven für Industrie- und Privatbahnen von Henschel in Kassel von B-gekuppelten Lokomotiven mit etwa 60–250 PS bis zum E-Kuppler mit etwa 800 PS. Sie wurden als Nassdampf-Lokomotiven gebaut.
Die Lokomotiven besaßen einen als Innenrahmen ausgeführten Blechrahmen mit in den Rahmenwangen eingenietetem Wasserkasten. Zusätzlich waren die Pufferbohlen als Querversteifung ausgebildet. Ein zusätzlicher Wasservorrat war in beiden Wasserkästen neben dem Kessel vorhanden, der linke Kasten führte außerdem alle Kohlevorräte mit. Die Lokomotiven waren in der Höhe sehr gedrungen ausgeführt. Der Kessel war vorn und hinten sehr stark überhängend, was für den guten Bogenlauf mit geringen Achsabstand notwendig war. Dafür war die Lok aber die zweitstärkste Variante zweiachsiger Abraumlokomotiven von Henschel. Die Lokomotiven wurden mit Feuerbüchsen aus Stahl sowie mit Sicherheitsventilen der Bauart Pop ausgestattet.
Anfangs waren sie nur mit einer Handbremse ausgerüstet. Die Räder wurden mit Bremsklötzen von innen abgebremst. Erst ab Mitte der 1930er Jahre setzten sich auch Wagen mit einer Druckluftbremse durch. Die Lokomotiven erhielten eine zusätzliche Bremsausrüstung, wobei die Luftbehälter neben der Rauchkammer angeordnet wurden.